# Сергей Михайлович
Великий князь Серге́й Миха́йлович (25 сентября (7 октября) 1869, имение Боржом, Тифлисская губерния — 18 июля 1918, под Алапаевском, Пермская губерния) — пятый из шести сыновей великого князя Михаила Николаевича и Ольги Фёдоровны, внук Николая I; генерал-адъютант (1908), генерал от артиллерии (1914), полевой генерал-инспектор артиллерии при Верховном Главнокомандующем (1916—1917), член Совета государственной обороны (1905—1908).

## Биография
Образование получил в Михайловском артиллерийском училище. 
В 1890—1891 годах вместе с братом, великим князем Александром Михайловичем, совершил плавание на семейной яхте «Тамара» из Севастополя в Индийский океан до Батавии и в Индию, до Бомбея — путешествие было описано Густавом Радде в двухтомнике «23 000 миль на яхте „Тамара“» (1892—1893).
Великий князь Сергей Михайлович унаследовал от отца «твёрдость убеждений и бесстрашие солдата». Службу он начал в Лейб-гвардии конно-артиллерийской бригаде, где проявил себя как блестящий артиллерист. В 1891 году 22-летний Великий князь пожалован был чином флигель-адъютанта к Его Императорскому Величеству, в 1899 году произведён в полковники, в 1903 году — в генерал-майоры. Выдающиеся таланты его были отмечены — он был избран Почетным членом Михайловской артиллерийской академии.
13 ноября 1903 года он был назначен командиром 2-го дивизиона гвардейской конно-артиллерийской бригады, с 10 марта 1904 года находился в распоряжении генерал-фельдцейхмейстера. С 16 июня 1904 — командир гвардейской конно-артиллерийской бригады. С 7 сентября 1904 года — инспектор всей артиллерии. 
В 1905 году Великий князь Сергей Михайлович занял пост генерал-инспектора артиллерии в чине генерал-лейтенанта и должность начальника Главного артиллерийского управления.
В 1910 году по соизволению Государя Императора имя Его Императорского Высочества Великого Князя Сергея Михайловича было присвоено построенной в 1909 году береговой артиллерийской батарее № XVII Владивостокской крепости (в 1995 году батарея под сокращённым наименованием «Великокняжеская» была признана памятником истории и культуры федерального значения).
Сергей Михайлович прилагал усилия к тому, чтобы в предвидении войны с Германией воздействовать на правительство в вопросе перевооружения российской артиллерии; его старания в этом деле не увенчались успехом. Граф А. А. Игнатьев, бывший военным агентом во Франции в годы Первой мировой войны в своих мемуарах «Пятьдесят лет в строю» прямо указал на некомпетентность великого князя Сергея Михайловича в вопросах артиллерии и его «склонность» к определённым поставщикам.
Между тем, несмотря на то, что в советское время великих князей не жаловали, в фундаментальном научном труде «Артиллерия русской армии» под редакцией генерал-майора Е. З. Барсукова написано: «В отношении столь хорошей подготовки русская артиллерия обязана была главным образом своему генерал-инспектору, который в течение десятилетия, предшествующего первой мировой войне, все свои знания и большое искусство в артиллерийской стрельбе, все свое внимание отдавал боевой подготовке артиллерии».
А генерал А. С. Лукомский вспоминал о Сергее Михайловиче: «при непрерывном наблюдении Великого князя Сергея Михайловича и под его руководством, наша артиллерия быстро не только справилась с „новшеством“, но ко времени мировой войны оказалась лучше подготовлена, чем австро-венгерская артиллерия, и не хуже германской».
Великий князь Сергей Михайлович, выдающийся военный реформатор, фактически создал русскую скорострельную артиллерию, заложил основы тяжелой мобильной артиллерии, неизменно требовал и лично проверял у каждого офицера-артиллериста умение вести огонь с закрытых позиций (те самые новшества, о которых упоминает Лукомский), что было совершенно неизвестным для армий союзников и неожиданным для противников России в войне. Ещё в русско-японскую войну он ввел это новшество и заставил неповоротливых снабженцев к каждому орудию, отправляемому в Маньчжурию, обязательно прикладывать оптику для скрытой стрельбы. Это сберегло жизни многим тысячам артиллеристов. Он настаивает на открытии новых артиллерийских училищ, выступает за чёткое взаимодействие всех родов войск на поле боя, за первенство инициативы командиров в ведении боя.
После Февральской революции был отстранён от должности. 21 марта (3 апреля) 1917 года лишён звания генерал-адъютанта в связи с упразднением всех военно-придворных званий.
22 марта (4 апреля) 1917 года числящийся по гвардейской конной артиллерии, полевой генерал-инспектор артиллерии при Верховном Главнокомандующем, генерал от артиллерии великий князь Сергий Михайлович был уволен, по прошению, от службы, с мундиром.
Как впоследствии писал генерал-лейтенант А. И. Деникин, назначенный в то время начальником штаба Верховного главнокомандующего: «Два доклада Сергея Михайловича нарисовали мне такую отчетливую картину состояния русской артиллерии, подчеркнули такое изумительное знание им личного состава, что я искренно пожалел об уходе такого сотрудника».
В начале апреля 1918 года великий князь Сергей Михайлович был выслан большевиками из Петрограда в Вятку, в мае 1918 года перевезён в Екатеринбург, а затем в Алапаевск. В ночь на 5 (18) июля 1918 вместе с другими членами дома Романовых вывезен за город, оказал сопротивление и был застрелен. Его тело вместе с ещё живыми алапаевскими узниками из рода Романовых было сброшено в одну из заброшенных шахт железного рудника Нижняя Селимская. Когда в город вошли белогвардейские войска и тела расстрелянных подняли на поверхность, в руке Сергея Михайловича был зажат маленький золотой медальон с портретом Матильды Кшесинской и надписью «Маля».
Канонизирован Русской православной церковью за границей в сонме Новомучеников российских 1 ноября 1981 года.
8 июня 2009 года Генеральная прокуратура России реабилитировала великого князя Сергея Михайловича (посмертно) .

## Семья
Женатым Сергей Михайлович никогда не был. Избегал принимать участие в светских торжествах и в высоких кругах прослыл как человек замкнутый и молчаливый. Был прост в обращении с простыми людьми и доступен всем. Являлся близким другом императора Николая II в течение многих лет и был в Ставке до последних дней существования Российской империи.
Долгие годы сожительствовал со знаменитой балериной Кшесинской. 18 июня 1902 года у неё родился сын Владимир, получивший по Высочайшему указу от 15 октября 1911 года фамилию «Красинский» (по семейному преданию, Кшесинские происходили от графов Красинских), отчество «Сергеевич» и потомственное дворянство. Когда после революции Кшесинская вступила в брак с великим князем Андреем Владимировичем, тот усыновил её сына, который стал Владимиром Андреевичем — и в своих воспоминаниях, написанных после Второй мировой войны, Кшесинская утверждает, что ребёнок был от Андрея, и Сергей благородно «взял вину» на себя.
Имел внебрачного сына Александра  (1908, Швейцария — 1979, Нью-Йорк) от графини Варвары Давыдовны Воронцовой-Дашковой (1870—1915; вдовы графа Ивана И. Воронцова-Дашкова).

## Послужной список
- 08.11.1898 — 10.03.1904 — командир 2-й Е. И. В. генерал-фельдцейхмейстера батареи гв. конно-артиллерийской бригады
- 10.03.1904 — 16.06.1904 — состоял в распоряжении Е. И. В. генерал-фельдцейхмейстера
- 16.06.1904 — 07.08.1904 — командир гв. конно-арт. бригады
- 07.09.1904 — 02.06.1905 — инспектор всей артиллерии
- 02.06.1905 — 05.01.1916 — генерал-инспектор артиллерии
- 05.01.1916 — 1917 — полевой генерал-инспектор артиллерии при Верховном Главнокомандующем

## Военные чины и звания
- Вступил в службу (25.09.1885)
- Подпоручик гвардии (ст. 25.09.1888)
- Флигель-адъютант к Его Величеству (Выс. пр. 26.11.1888)
- Поручик гвардии за отличие (ст. 30.08.1892)
- Штабс-капитан гвардии за отличие (ст. 14.05.1896)
- Капитан гвардии за отличие (ст. 5.04.1898)
- Полковник гвардии (ст. 18.04.1899)
- Генерал-майор с зачислением в Свиту Его Величества (Выс. пр. 10.03.1904)
- Генерал-лейтенант (Выс. пр. 13.04.1908)
- Генерал-адъютант к Его Императорскому Величеству (Выс. пр. 13.04.1908)
- Генерал от артиллерии (ст. 6.04.1914)

## Шефства
- Шеф 153-го пехотного Бакинского полка (Выс. пр. 25.09.1869)
- Шеф 3-го Владивостокского крепостного артиллерийского полка (Выс. пр. 7.09.1909)

## Награды
- Орден Святого апостола Андрея Первозванного (13.10.1869)
- Орден Святого Александра Невского (13.10.1869)
- Орден Белого Орла (13.10.1869)
- Орден Святой Анны 1 ст. (13.10.1869)
- Орден Святого Станислава 1 ст. (13.10.1869)
- Орден Святого Владимира 4 ст. (17.12.1894)
- Орден Святого Владимира 3 ст. (25.01.1901)
- Высочайшая благодарность (1904)
- Орден Святого Владимира 2 ст. (1911)
- Медаль «В память царствования императора Александра III» (1896)

Иностранные:
- австро-венгерский Королевский венгерский орден Святого Стефана, большой крест (1908)[12]
- болгарский Орден «Святой Александр» 1 ст. (20.08.1898)
- бухарский орден Золотой звезды
- вюртембергский орден Короны, большой крест (1892)[13]
- мекленбург-шверинский орден Вендской короны 1 ст.
- мекленбург-шверинский орден Грифона 4 ст.
- ольденбургский орден Заслуг герцога Петра-Фридриха-Людвига с цепью
- румынский орден Звезды 1 ст.
- французский орден Почётного легиона, большой крест (20.06.1911)[14]